# Egyptian (groupe)
 (mai 2020).
Egyptian était un duo d'Indie rock américain et le projet parallèle des chanteurs mariés Dan Reynolds et Aja Volkman-Reynolds (en),.

## Formation
Invité à un concert de Nico Vega, Dan Reynolds a rencontré Aja Volkman en 2010. Il lui a demandé de l'aider à terminer certaines chansons sur lesquelles il travaillait,,. Ensemble, ils ont commencé un processus de collaboration qu'ils ont intitulé Egyptian. Ils ont enregistré, produit et publié indépendamment un EP éponyme à quatre pistes numériquement,. Les groupes auxquels ils appartenaient, Imagine Dragons et Nico Vega, ont également tourné ensemble en 2011, 2013 et 2014 

## Discographie

### EPs
- Egyptian - EP (2011) [9]

## Clips vidéo
| An               | Vidéo  | Réalisateur       |
| ---------------- | ------ | ----------------- |
| 15 novembre 2011 | "Fade" | Matthew Leutwyler |